# パウル・カラー記念講座
パウル・カラー記念講座（パウル・カラーきねんこうざ、英語: Paul Karrer Lecture）は、2年に1度、著名な化学者を招いてチューリッヒ大学で行われる記念講座。スイスの有機化学者パウル・カラーの70歳の記念として1959年に始まり、講演者にはパウル・カラー・ゴールドメダルが授与される。

## 講演者とメダルの受賞者
- 2024年: カリコー・カタリン
- 2022年: ステファン・バックワルド
- 2019年: 藤田誠
- 2017年: Herbert Waldmann
- 2015年: Paul Knochel
- 2013年: シュテファン・ヘル
- 2011年: マイケル・グレッツェル
- 2009年: 鈴木章
- 2008年: アルバート・エッシェンモーザー
- 2007年: スティーヴン・V・レイ
- 2005年: ロバート・グラブス
- 2004年: アダ・ヨナス
- 2002年: Dieter Oesterhelt
- 2000年: キリアコス・コスタ・ニコラウ
- 1998年: アハメッド・ズウェイル
- 1996年: ジャクリン・バートン
- 1994年: スチュアート・シュライバー
- 1992年: Hans Paulsen
- 1989年: Duilio Arigoni
- 1986年: 中西香爾
- 1984年: Jack Baldwin
- 1982年: イライアス・コーリー
- 1979年: Hans Kuhn
- 1977年: Alan R. Battersby
- 1976年: Otto Isler
- 1974年: ウラジミール・プレローグ
- 1973年: Egbertus Havinga
- 1972年: ゲオルク・ウィッティヒ
- 1971年: Bernhard Witkop
- 1970年: Adolfo Quilico
- 1969年: Robert Schwyzer
- 1968年: Kurt Mothes
- 1967年: ジョージ・ワルド
- 1966年: Gerold Schwarzenbach
- 1965年: Axel Hugo T. Theorell
- 1964年: Edgar Lederer
- 1963年: セベロ・オチョア
- 1962年: アレクサンダー・トッド
- 1961年: ウィルヘルム・ティセリウス
- 1960年: Clemens Schöpf
- 1959年: Arthur Stoll